# 洗石庵
洗石庵是一座位于广西桂平市西山的临济宗尼众道场，为汉族地区佛教全国重点寺院。

## 历史沿革
洗石庵始建于清顺治三年（1646年），康熙三十八年（1699年）建成。雍正、乾隆、嘉庆年间都曾重建。

## 建筑特点
洗石庵有庵门、经堂、佛堂三进堂，为广西境内保存最完整、最华丽的寺庙之一。经堂为三开间，屋顶为金色琉璃硬山重檐。佛堂为三开间大殿，外檐为石柱、内为红漆木柱、下为宝瓶型石柱。庵前有唐建李公祠。庵后有清建的龙华寺及李宗仁飞阁。还有乳泉、史隐洞等。

## 佛事活动
洗石庵每年都举办“浴佛节”，即每年农历四月初八，纪念佛陀释迦牟尼诞辰。
2009年，“浴佛节”进行传灯祈愿四川地震遇难亡灵。